# Villa Duysens
Villa Duysens is een in traditionele stijl ontworpen stadsvilla in het centrum van de Nederlandse gemeente Heerlen, gevestigd aan de huidige Honigmannstraat nummer 59 (destijds Schinkelstraat). Het in 1919 opgeleverde pand werd oorspronkelijk ingericht als werk- en woonhuis, maar doet tegenwoordig dienst als kantoorpand.
De villa werd in maart 1919 in opdracht van de arts en apotheker Duysens ontworpen door architect Jan Stuyt, die in mei van datzelfde jaar de vergunning kreeg voor de bouw van het halfvrijstaande pand. Duysens vestigde er na de bouw zijn eigen dokterspraktijk. 
Sinds 1999 geniet de villa - met uitzondering van een later geplaatste wand tussen de voor- en achterkamer en de verlaging die is doorgevoerd in het plafond - bescherming als rijksmonument.